# Восточная жемчужина (шахта)
«Восто́чная жемчу́жина» («Быковуголь», «Долинская») — угледобывающее предприятие в посёлке Быков Долинского района Сахалинской области. Входило в состав «Сахалинугля», принадлежит китайской компании. Юридическое лицо — ООО «Восточная жемчужина», исполнительный директор — Геннадий Носов.
Шахта отрабатывает Лопатинское месторождение. Разведанные запасы угля составляют 36 млн тонн, максимальная глубина залегания — 330 м, марки углей — Д концентрат 13-50 (зольность 17 %, содержание серы 0,2 %, влажность 9,1 %) и ДСШ 0-13 (зольность 24 %, содержание серы 0,2 %, влажность 10 %).

## История
Сразу после событий в Пёрл-Харборе японцы приступили к освоению одной из богатейших сахалинских шахт, которая тогда называлась «Найбути» («Нейбучи»). После перехода Сахалина к Советскому Союзу шахту переименовали в «Долинскую» (1946).
Все последующие годы угледобыча в районе наращивалась. В 1980-е годы на «Долинской» произвели реконструкцию: заменили рельсовую колею, внедрили механизированные комплексы и горнопроходческие комбайны, оснастили предприятие аэрогазовой аппаратурой и другим отраслевым оборудованием, это позволило довести ежегодный уровень добычи угля до 1 млн тонн. После нарезки выработок горизонта до 150 метров специалисты планировали увеличить этот объём ещё на 200 тонн.
К 1998 году предприятие было фактически обанкрочено. Производственные объёмы снизились до 200 тонн в год, а затем работы и вовсе были остановлены. С тех пор хроническое банкротство периодически обострялось.
В 2007 году «Долинской» заинтересовались китайские инвесторы (компания «Восточная жемчужина»). Они погасили все задолженности и полностью выкупили предприятие. Им уже принадлежала шахта «Южно-Сахалинская» («Синегорская»), но впоследствии она и закрылась окончательно.
В 2009 году добыча угля на шахте возобновилась, объём добычи составил 36,0 тыс. тонн. За 2010 год добыто 65 тыс. тонн угля. После того, как владельцы отказались от услуг сахалинских горноспасателей начались судебные иски против шахты.
В июне 2012 года на шахте началось массовое увольнение сотрудников, из 300 человек запланировано оставить 150 — горняков, добывающих уголь открытым способом на карьере «Загорский».